# 喜劇 駅前番頭
『喜劇 駅前番頭』（きげき えきまえばんとう）は、1966年8月14日に東宝系で公開された日本映画。カラー。東宝スコープ。東京映画作品。94分。
キャッチコピーは「箱根の山にドッと繰り出す ご存知駅前チーム! 爆笑とお色気の大型喜劇」。

## 概要
『駅前』シリーズ第16作。本作は箱根を舞台に、何かと対立し合う3人が経営する旅館に番頭として就職した常識人が、精神的に追い詰められていく姿を描く。また劇中では、『喜劇 駅前音頭』以来のフラダンスのシーンが存在する。
ゲストは宮地晴子とリーガル天才・秀才。
なお第2作『喜劇 駅前団地』以来、シリーズの脚本を務めた長瀬喜伴は、本作の脚本執筆中に箱根で急逝した。

## スタッフ
- 製作：佐藤一郎、金原文雄
- 脚本：長瀬喜伴
- 監督：佐伯幸三
- 撮影：黒田徳三
- 音楽：広瀬健次郎
- 美術：小野友滋
- 照明：比留川大助
- 録音：原島俊男
- スチル：橋山愈
- 編集：広瀬千鶴

## 出演者
- 森田徳之助：森繁久彌
- 伴野孫作：伴淳三郎
- 坂井次郎：フランキー堺
- 森田圭子：淡島千景
- 由美：大空真弓
- 染子：池内淳子
- 藤子：中村メイコ
- 山本久造：山茶花究
- 正男：黒川俊哉
- 青田：立原博
- 木村：松山英太郎
- 雪子：北あけみ
- よね子：赤木春恵
- 浩子：宮地晴子
- トム一の瀬：三木のり平
- メアリー：水上竜子
- 交換手：旭ルリ
- 青年：北浦昭義
- 連れの女：川崎羚子
- 池上：須賀不二男
- 千代丸：三神丸枝
- ポン太：金子勝美
- 講師の女史：春川ますみ
- ハワイのフラ・チーム：パフ・テ・タヒチアン
- ハワイアン・バンド：ナレオ・ハワイアンズ
- リーガル天才・秀才

## 同時上映
『てなもんや東海道』
- 原作：香川登志緒／脚本：長瀬喜伴、新井一、澤田隆治／監督：松林宗恵／主演：藤田まこと、白木みのる
- 東宝版『てなもんや』シリーズの第1作（東映版からは第3作）。